# 圣梅瑟堂 (威尼斯)

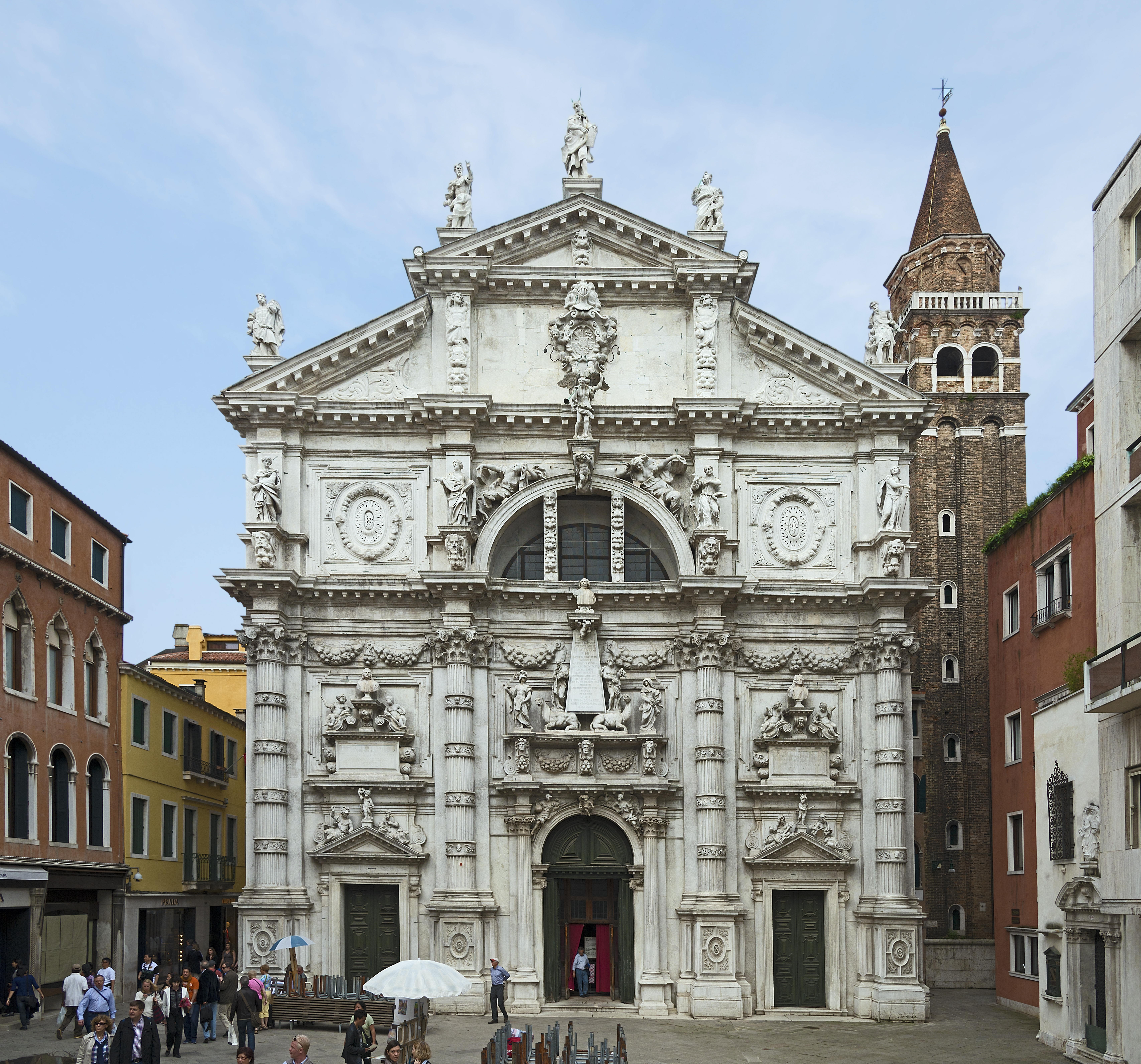
立面

圣梅瑟教堂（Chiesa di San Moisè）是意大利北部城市威尼斯圣马可区的一座教堂，供奉摩西。如同拜占庭人，威尼斯人也倾向于为旧约先知封圣。于9世纪出资重建这座教堂者也名为Moisè Venier。
圣梅瑟教堂拥有雕刻精美的巴洛克立面，其中一些雕塑出自Heinrich Meyring之手。室内最重要的是 Meyring巨大的祭台壁饰《西奈山与摩西领受法版》。密西西比金融计划的鼻祖約翰·羅，安葬在这座教堂。 
圣梅瑟是一个本堂区圣堂，隶属于圣马可-卡斯特罗代牧区. 该堂区还包括百合圣母教堂（Santa Maria Zobenigo）、San Fantin教堂、亚美尼亚人圣十字教堂（Chiesa di Santa Croce degli Armeni）以及圣马尔谷圣殿。

## 外观

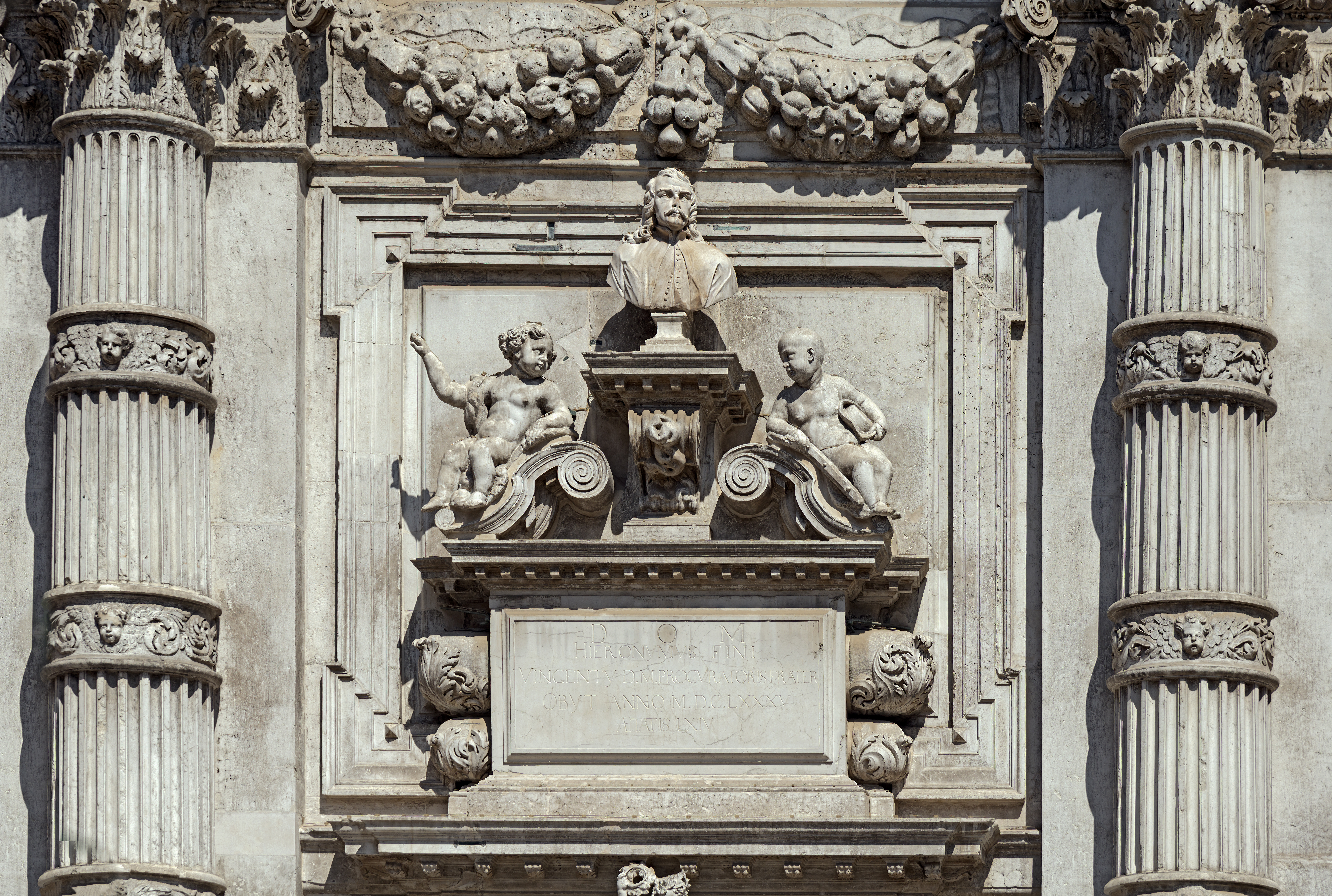
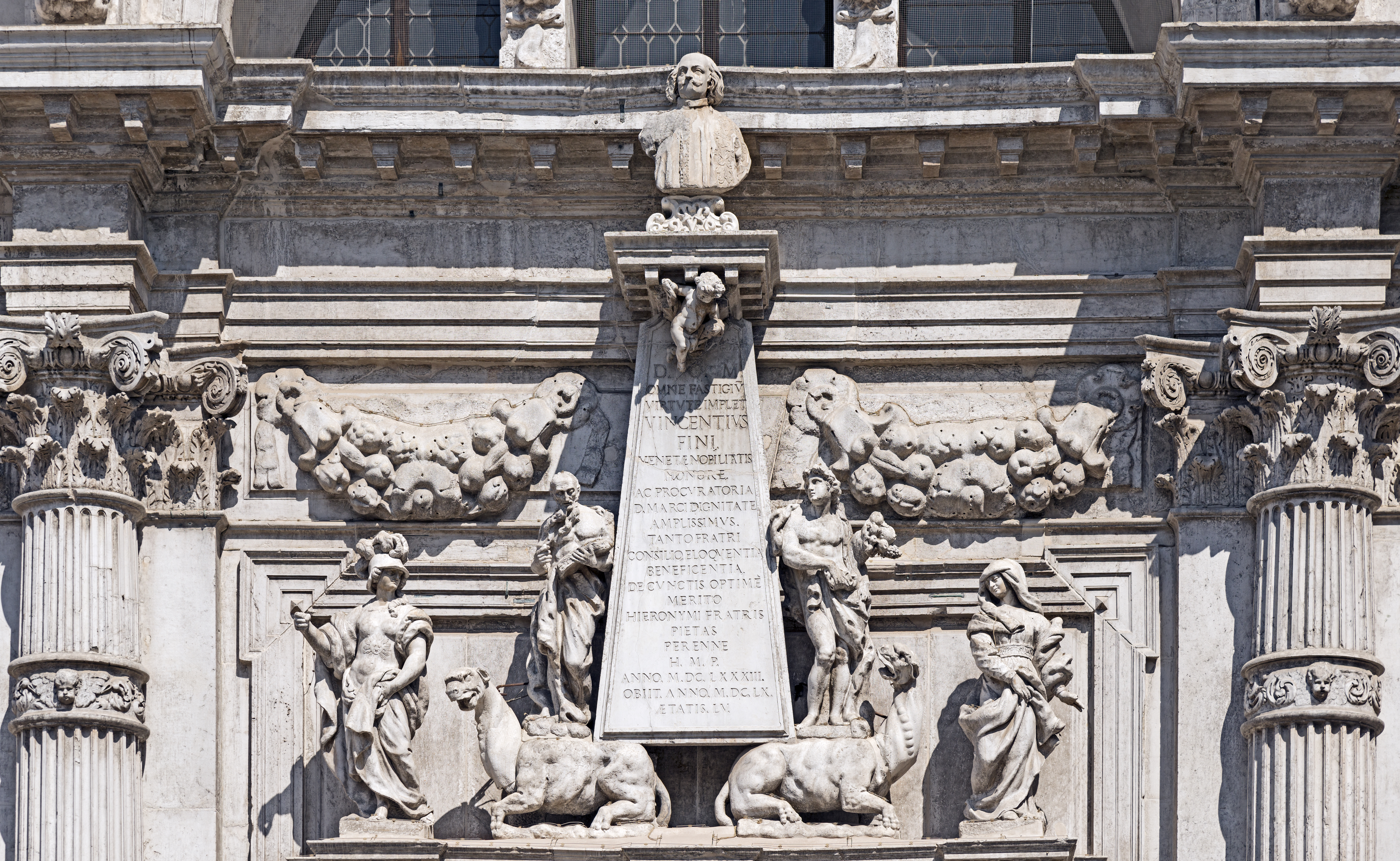
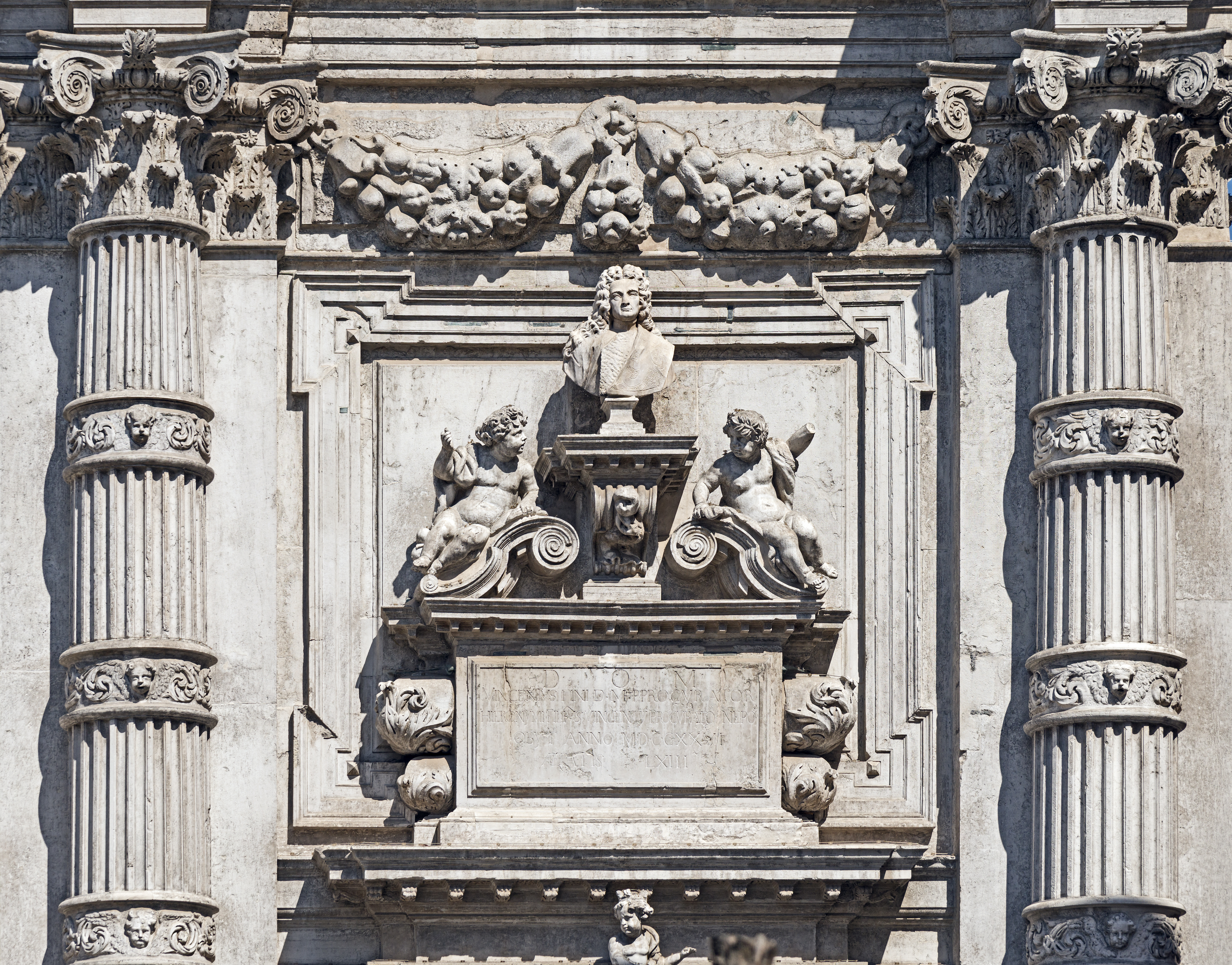

## 内饰

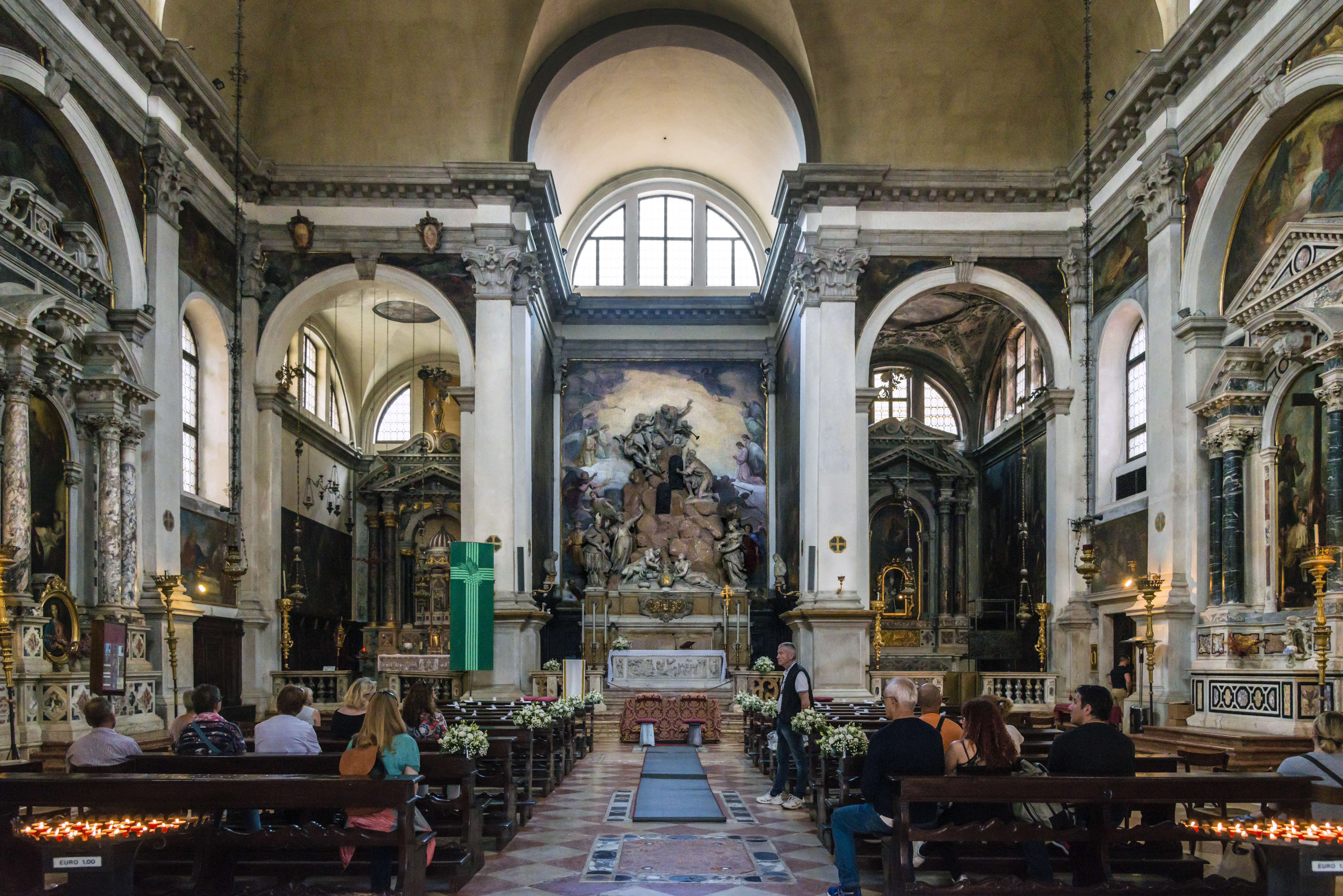
內景
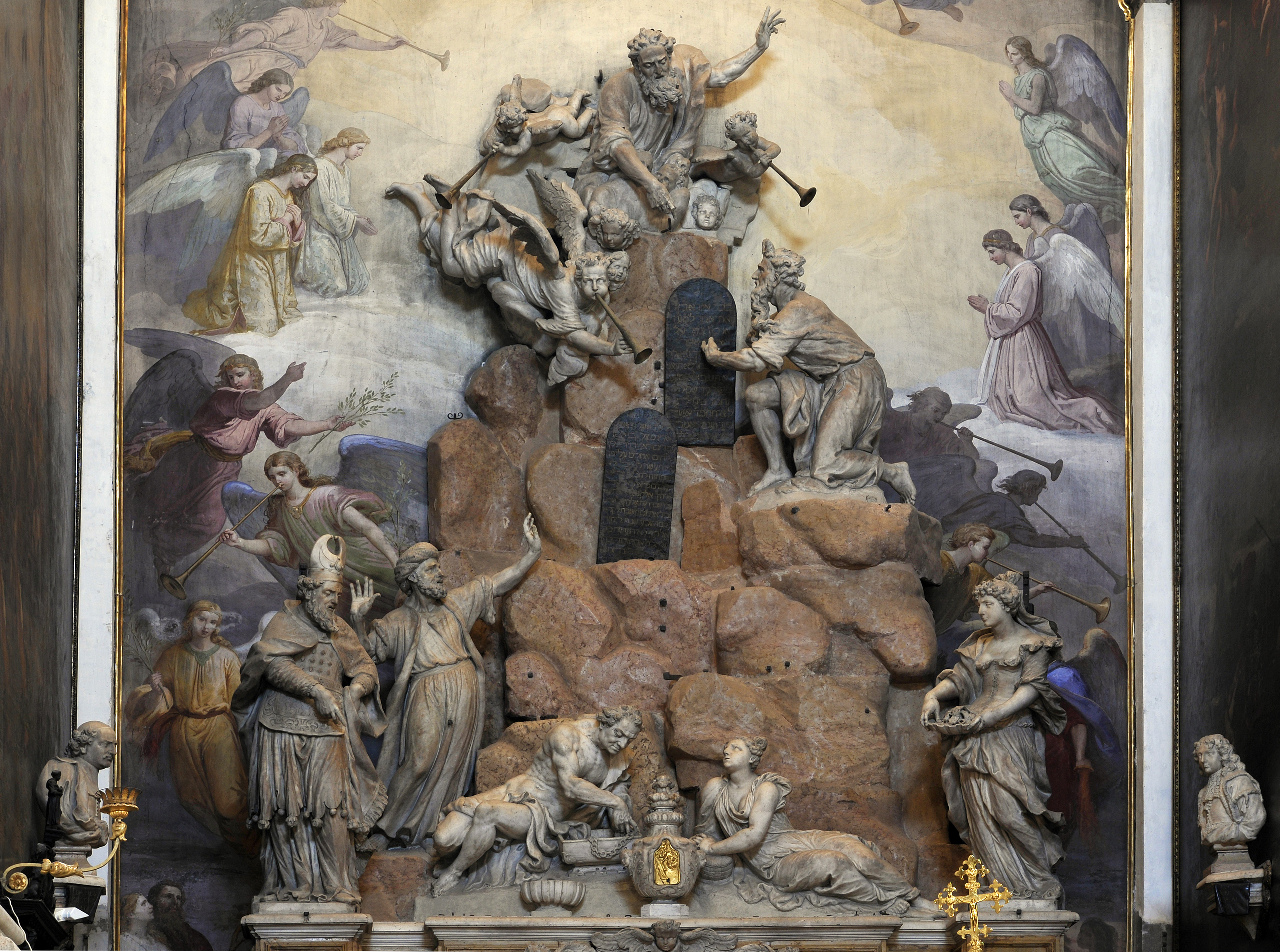
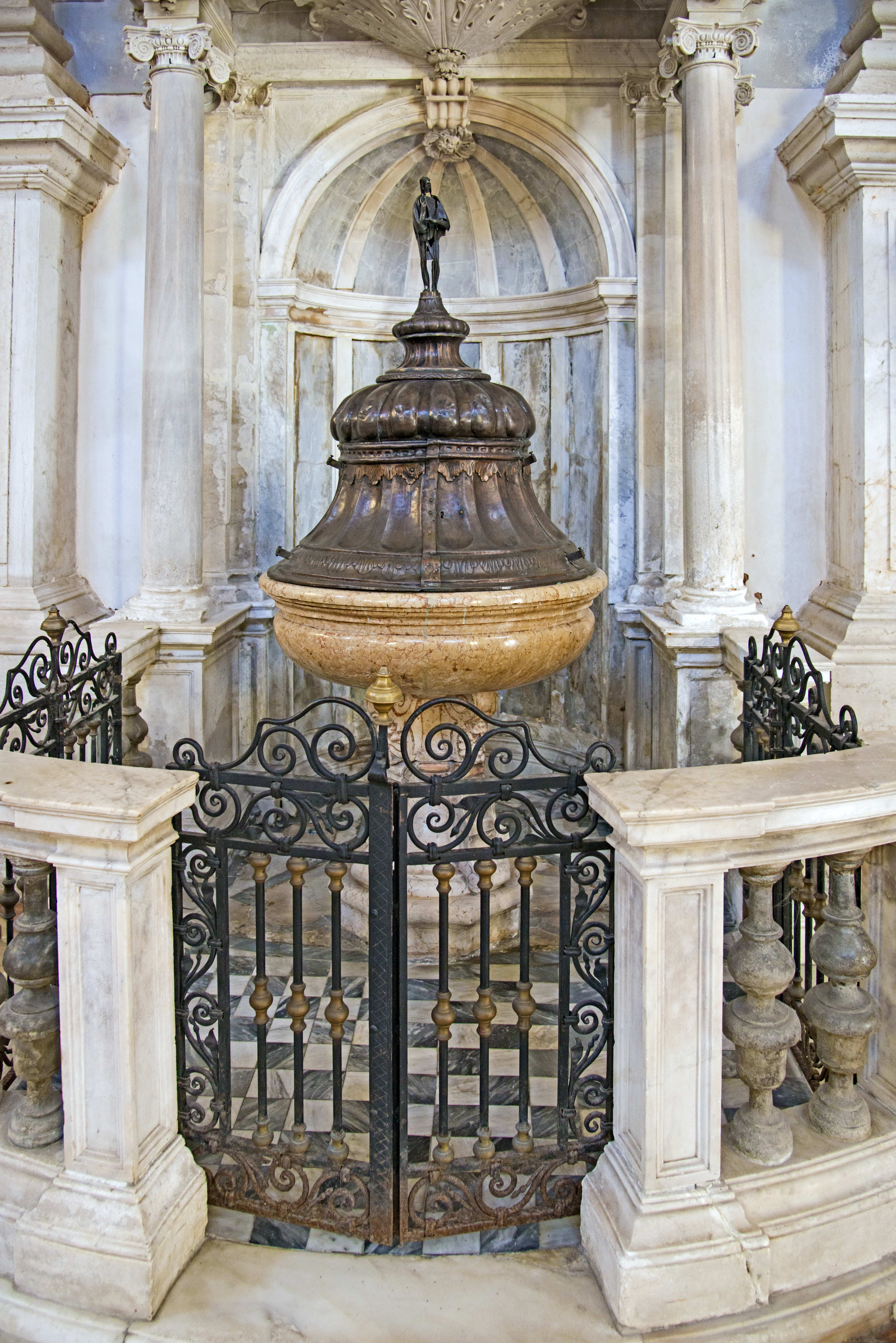
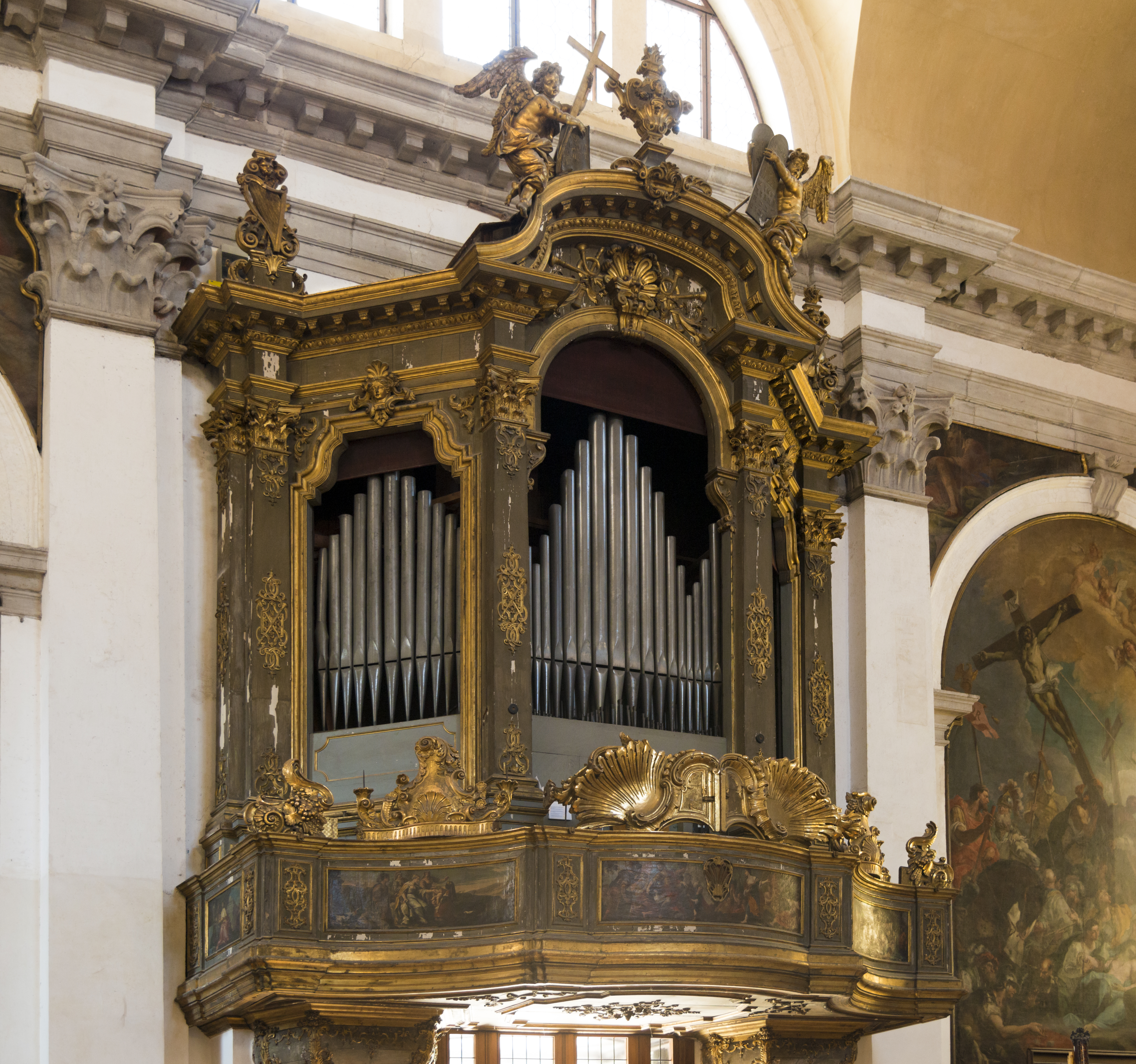
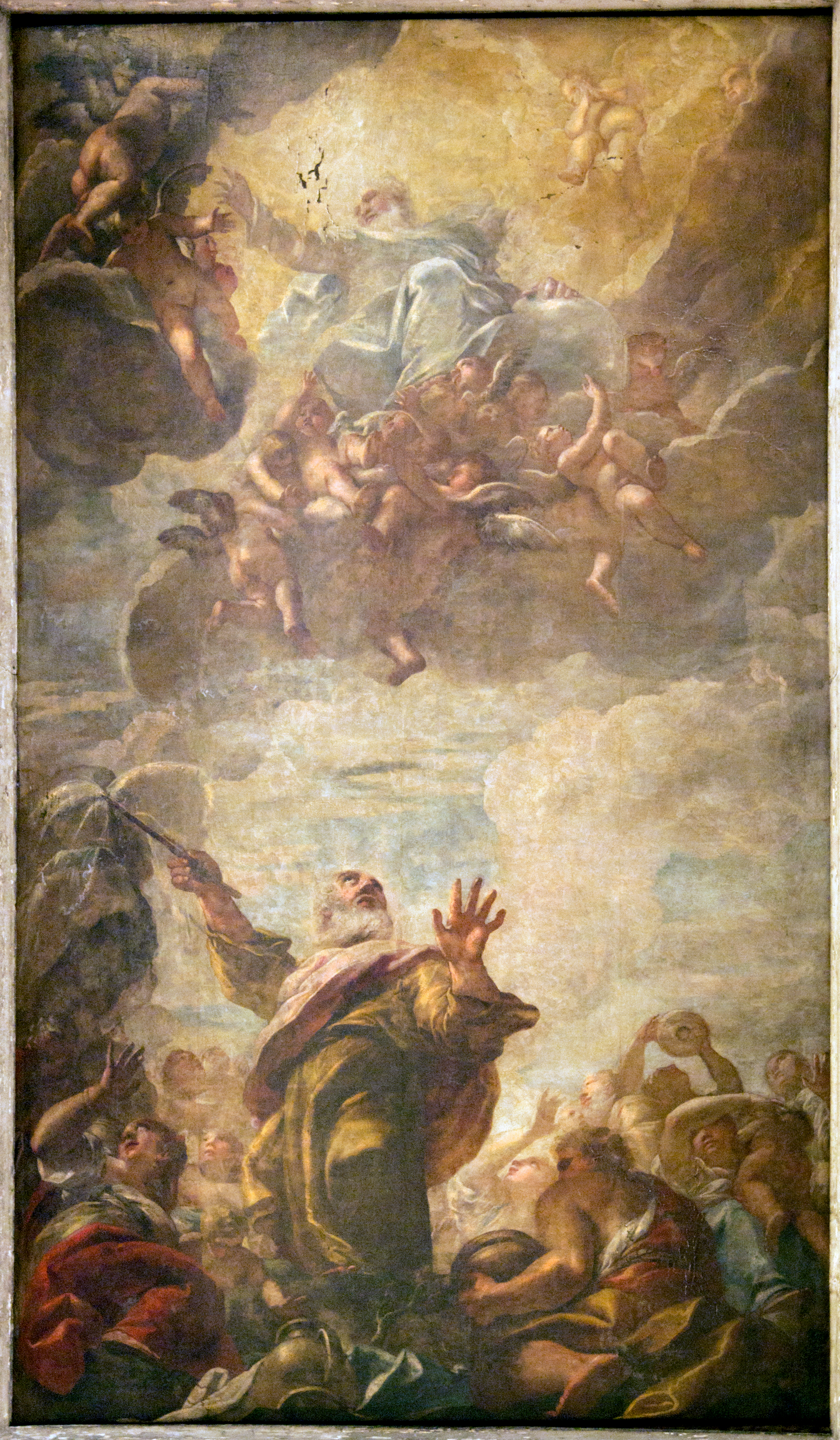
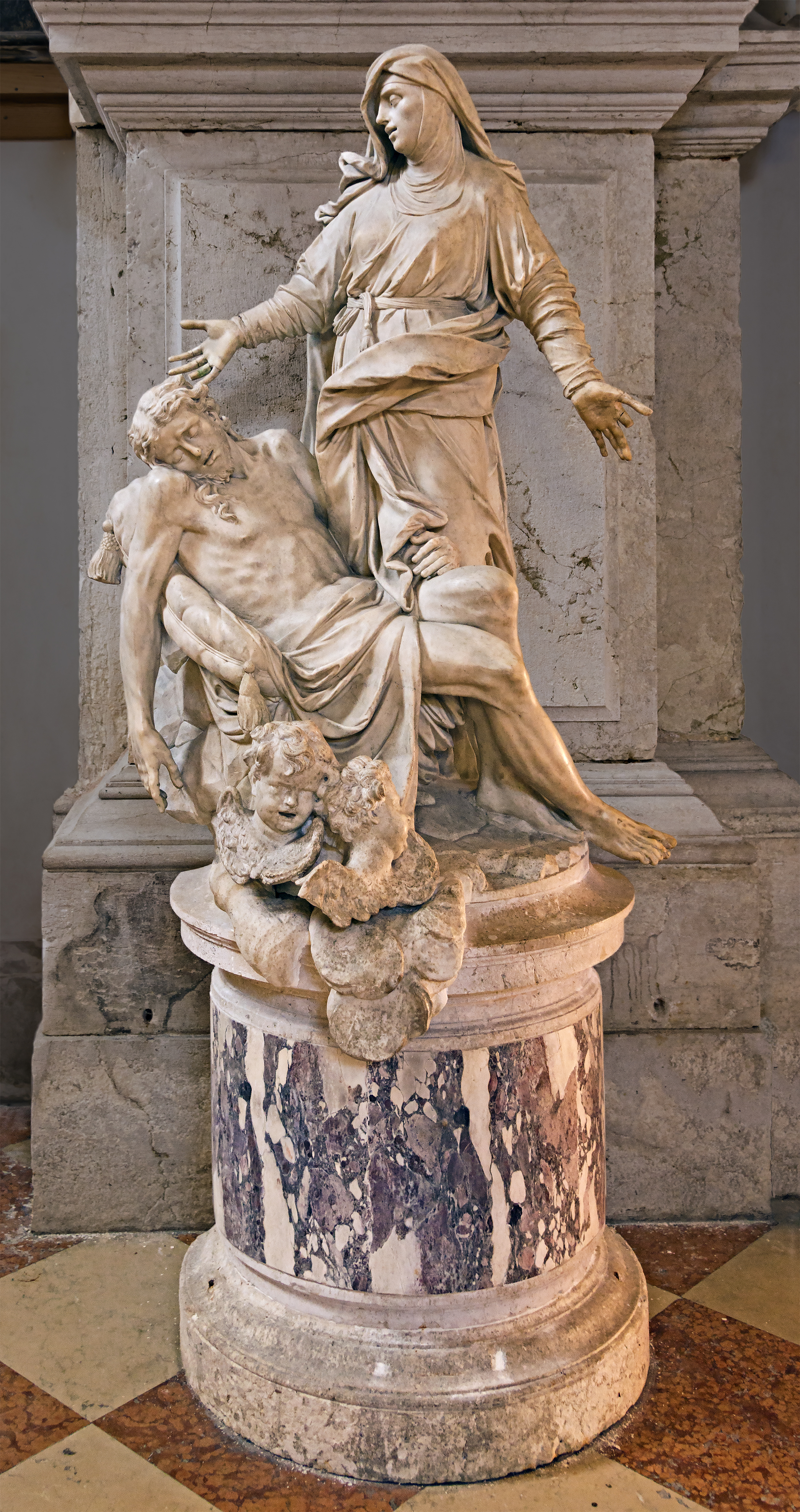

45°25′59″N 12°20′10″E / 45.43306°N 12.33611°E